# آتسوهیرو اینوکای
آتسوهیرو اینوکای (انگلیسی: Atsuhiro Inukai؛ زادهٔ ۱۳ ژوئن ۱۹۹۴) بازیگر اهل ژاپن است.
از فیلم‌ها یا برنامه‌های تلویزیونی که وی در آن نقش داشته‌است می‌توان به کامن ریدر ساخت: یکی باش (فیلم) اشاره کرد.